# Gethsemanekirche (Berlin)

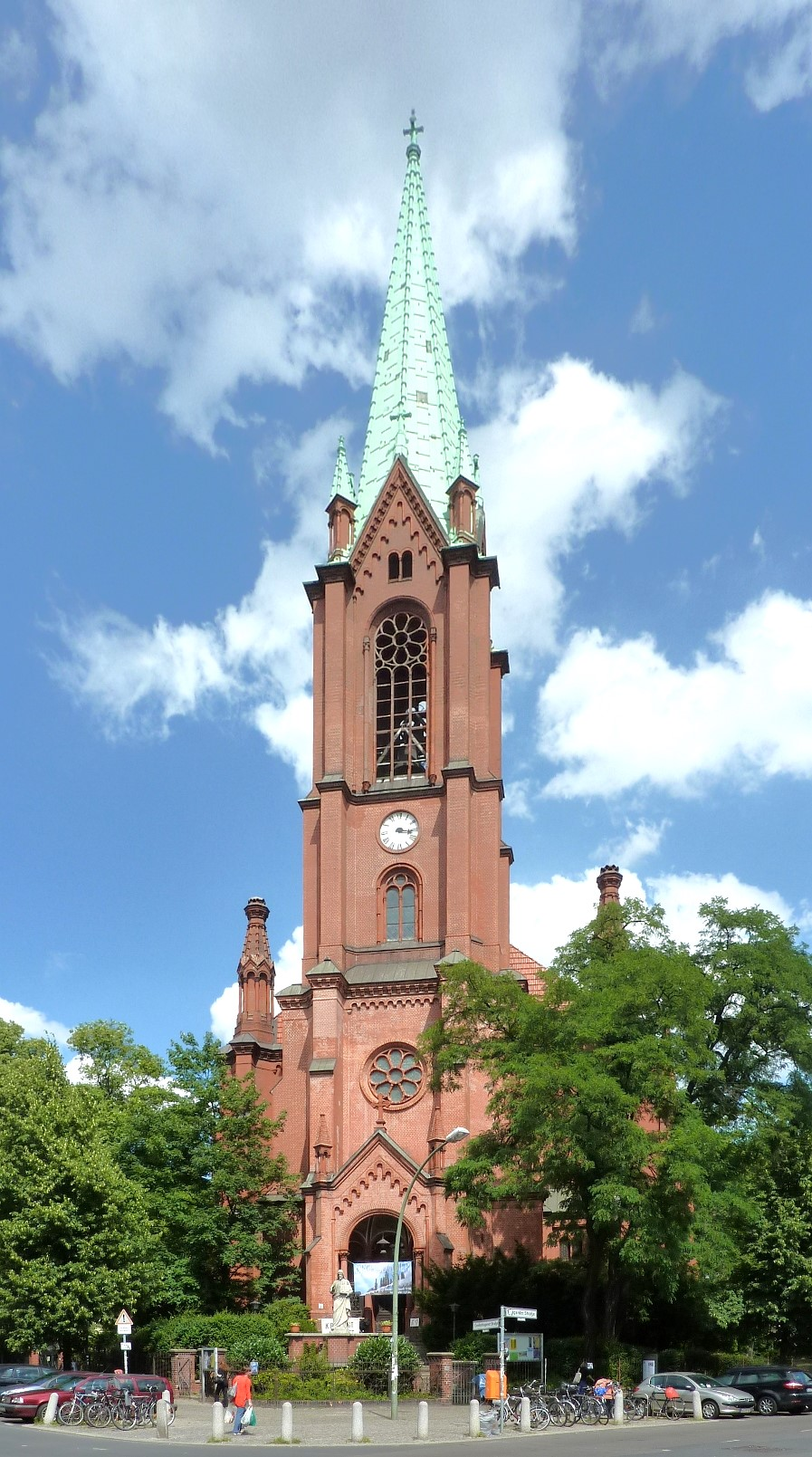
Gethsemanekirche

Die Gethsemanekirche ist eine evangelische Kirche im Berliner Bezirk Pankow und steht im Helmholtzkiez des Ortsteils Prenzlauer Berg. Sie wurde 1891–1893 nach Plänen von August Orth erbaut und verdankt ihre Bedeutung nicht zuletzt ihrer Rolle während der friedlichen Revolution in der DDR im Herbst 1989. Sie ist im 21. Jahrhundert eine von drei von der Evangelischen Kirchengemeinde Prenzlauer Berg Nord im Kirchenkreis Berlin Stadtmitte genutzten Kirchen sowie eine von vier Predigtstätten.

## Lage und städtebauliches Umfeld

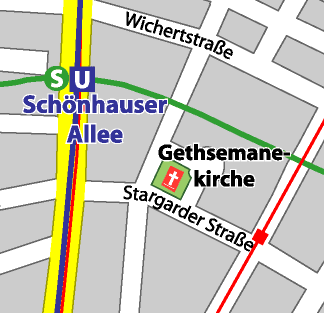
Lage der Gethsemanekirche

Die Gethsemanekirche steht an der Stargarder Ecke Greifenhagener Straße im Norden des Ortsteils Prenzlauer Berg, rund 100 m östlich der Schönhauser Allee in der Nähe des gleichnamigen Ring- und U-Bahnhofs. Die Kirche ist nach Osten ausgerichtet, der Westturm bildet die Schaufassade zur genannten Straßenkreuzung hin. Die Gethsemanestraße umschreibt den Chor und die Nordseite der Kirche und bildet mit den anderen beiden Straßen einen Platz, in dessen Mitte die Kirche steht.
Die Fassaden der den Platz begrenzenden Wohnhäuser gehören zu den prächtigsten in Prenzlauer Berg, einem als Arbeiterviertel entstandenen Bezirk, der im Vergleich zu den westlichen Gründerzeitbezirken Berlins, etwa Charlottenburg oder Schöneberg, weniger repräsentativ gestaltete Wohnhäuser aufweist.
Die Kirche bildet eine markante städtebauliche Dominante, die Stargarder Straße besitzt in Höhe der Kirche einen leichten Knick, sodass der Turm im ganzen Verlauf der Straße am Ende der Sichtachse zu sehen ist.
Die Wohnviertel der Umgebung, die Quartiere Helmholtzplatz und Falkplatz, erlebten seit 1990 einen weitgehenden Austausch der Bevölkerung, diese besteht heute aus weit überdurchschnittlich vielen jungen Erwachsenen und jungen Familien.

## Baugeschichte
Das rasante Wachstum Berlins Ende des 19. Jahrhunderts erzeugte großen Bedarf nach immer neuen öffentlichen Einrichtungen für die neu anzusiedelnde Bevölkerung. Im wenig wohlhabenden Norden Berlins, von einfachen, dicht gebauten Wohnhäusern („Mietskasernen“) geprägt, bildeten die Gotteshäuser neuer Kirchengemeinden neben den zahlreich entstehenden Schulen, die einzigen städtebaulichen Dominanten. Die Gethsemanekirche erhielt, wie auch andere evangelische Kirchen, einen repräsentativen Standort auf einem Quartiersplatz, während viele Kirchen, erst recht die katholischen Kirchen mit gewöhnlichen Wohnhausgrundstücken vorliebnehmen mussten.
Zu den größten Grundeigentümern im Norden Berlins gehörte damals Wilhelm Griebenow, der bereits 1823 das große Teile des heutigen Ortsteils umfassende Königliche Vorwerk vor dem Schönhauser Tor erworben und durch Parzellierung und Verkauf des Geländes ein beachtliches Vermögen erwirtschaftet hatte. Seine Witwe Caroline schenkte der Gemeinde das Grundstück an der Stargarder Straße und ermöglichte damit den Bau der Gethsemanekirche. Am 20. März 1891 fand die feierliche Grundsteinlegung statt und schon zwei Jahre später, am 26. Februar 1893, konnte die Kirche eingeweiht werden. Die neue Kirchengemeinde war eine Tochtergründung der Zionsgemeinde, deren Kirche 1866–1873 ebenfalls von August Orth erbaut worden war. Den Namen Gethsemane bestimmte der zur Weihe anwesende Kaiser Wilhelm II. Die Kirche erhielt 1893 eine Orgel von Wilhelm Sauer aus Frankfurt (Oder). Sie besaß 30 Register auf zwei Manualen und dem Pedal.
Im Jahr 1927 erfolgte eine erste Renovierung des Kircheninneren. Bei dieser Aktion erhielt die Gemeinde eine neue Orgel. Die zuerst installierte Sauer-Orgel wurde dabei durch ein Instrument mit elektropneumatischer Traktur aus der Potsdamer Orgelbauwerkstatt von Alexander Schuke ersetzt, das mit 56 Registern auf drei Manualen und Pedal ausgestattet war. Dieses wiederum wich 1973 einer Jehmlich-Orgel mit 25 Registern.
Zum Ende des Zweiten Weltkriegs wurden die Buntglasfenster zerstört und wurden bald nach Kriegsende ersetzt. Im Jahr 1961 gestaltete man den Innenraum komplett um: der Altar rückte aus der Apsis mehr in die Kirchenmitte, die beiden Querschiffe wurden vom Hauptschiff getrennt.  Die Wände und Decken erhielten einen weißen Anstrich.
Nachdem im Jahr 2009 Steine vom Turm auf einen Gehweg stürzten, wurde die Gethsemanekirche 2015/2016 für 1,2 Millionen Euro saniert.

## Baubeschreibung

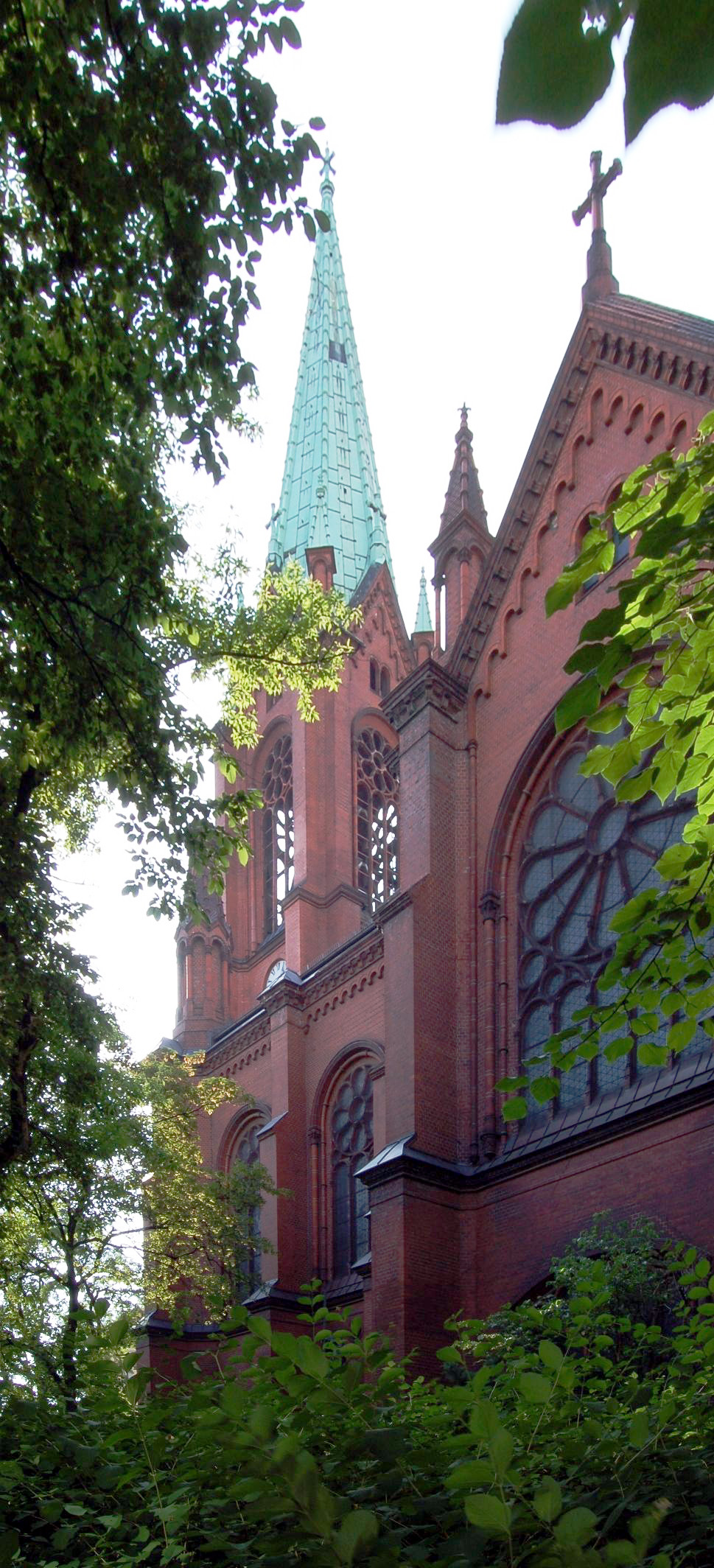
Detailansicht Maßwerk

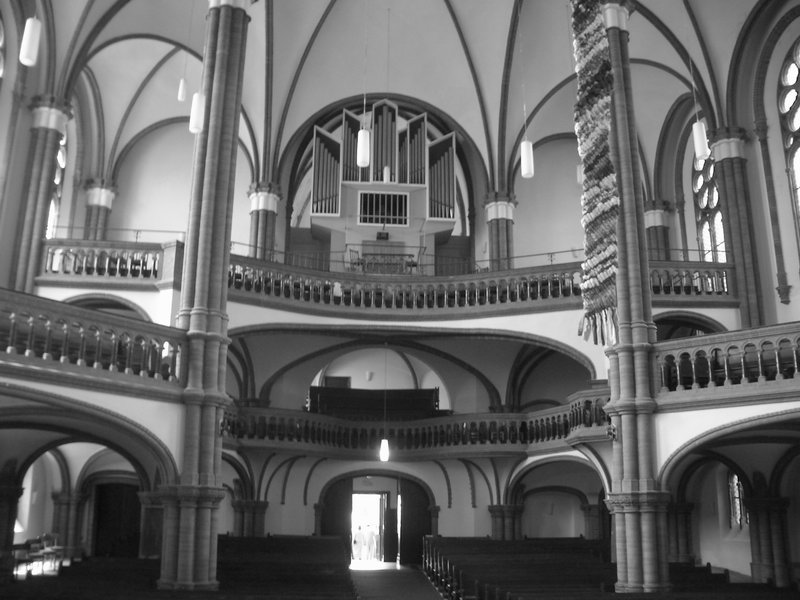
Innenraum nach Westen

Wie die Zionskirche ist auch dieses Gotteshaus eine interessante Mischung aus Zentral- und Längsbau. Von außen den Eindruck einer longitudinalen Hallenkirche mit klar erscheinendem Querschiff erweckend, ist im Innern die Vierung als großes Oktogon mit einem Sterngewölbe ausgeführt. Es nimmt große Teile des Innenraums ein und hat eine zentralisierende Wirkung. Das Querschiff ist im Innern kaum erkennbar. Auch die Seitenschiffe verschwinden unter den üppigen, um den ganzen Innenraum herumgezogenen Emporen. Pfeiler und Emporen sind mit Terrakotta verkleidet.
Stilistisch ist der Bau nicht eindeutig zuzuordnen. Neben romanisierenden Elementen wie Rundbogenfenstern oder der Fensterrose der Westfassade dominieren gotisierende Baudetails das Gebäude, etwa die Kreuzrippengewölbe, die Bündelpfeiler oder die Maßwerkfenster. Die Proportionen des Innenraums haben jedoch nichts mit einer mittelalterlichen Kirche gemeinsam, die wild komponierten Emporen (im Westen doppelgeschossig) erinnern eher an barocke Ausgelassenheit.
Der Bau schließt im Osten mit einer Apsis, umgeben von einem Chorumgang, der die Sakristei und Gemeinderäume enthält.
Der Außenbau wirkt strenger als der Innenraum. Es dominiert der hohe Westturm, ein viergeschossiger Bau auf quadratischem Grundriss, gekrönt von einer steilen achteckigen Turmspitze. Im Erdgeschoss befindet sich hinter dem monumentalen Portal eine gewölbte Eingangshalle. Die Außenwände der Kirche sind durch kräftige Strebepfeiler gegliedert, die an den Gebäudeecken von Fialtürmchen gekrönt sind.

## Weitere Ausstattung und Kunstwerke

### Glocken

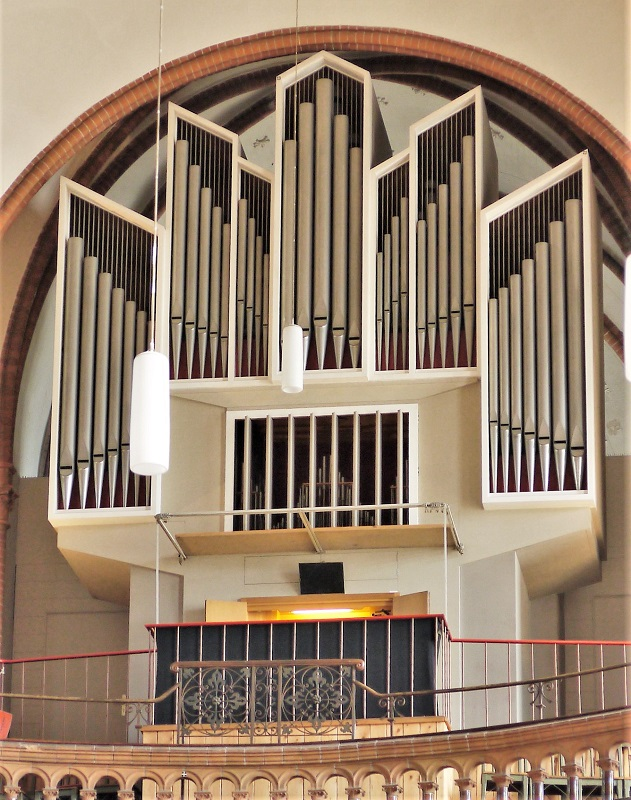
Jehmlich-Orgel

Im Turm hängen drei Gussstahlglocken der Glockengießerei Bochumer Verein aus dem Baujahr der Kirche. In einer Inventarliste der Gießerei sind folgende Angaben zu finden: das dreistimmige Geläut kam in eine quadratische Glockenstube, die eine Seitenlänge von 5,60 m hat. Die Herstellung aller drei Glocken samt Zubehör wie Klöppel, Achsen, Lager und Läutehebel kostete 7230 Mark.
| Glocke | Schlagton | Gewicht | Durchmesser | Höhe    |
| ------ | --------- | ------- | ----------- | ------- |
| 1      | b°        | 2585 kg | 1885 mm     | 1655 mm |
| 2      | des'      | 1527 kg | 1570 mm     | 1380 mm |
| 3      | e'        | 1059 kg | 1385 mm     | 1225 mm |

### Orgel
Auf der oberen Empore im hinteren Bereich der Kirche befindet sich die Orgel, die 1973 von Jehmlich Orgelbau Dresden  gebaut wurde. Das Instrument hat einen Umfang von 1872 Orgelpfeifen in 25 Registern auf zwei Manualen und Pedal.

### Skulpturen

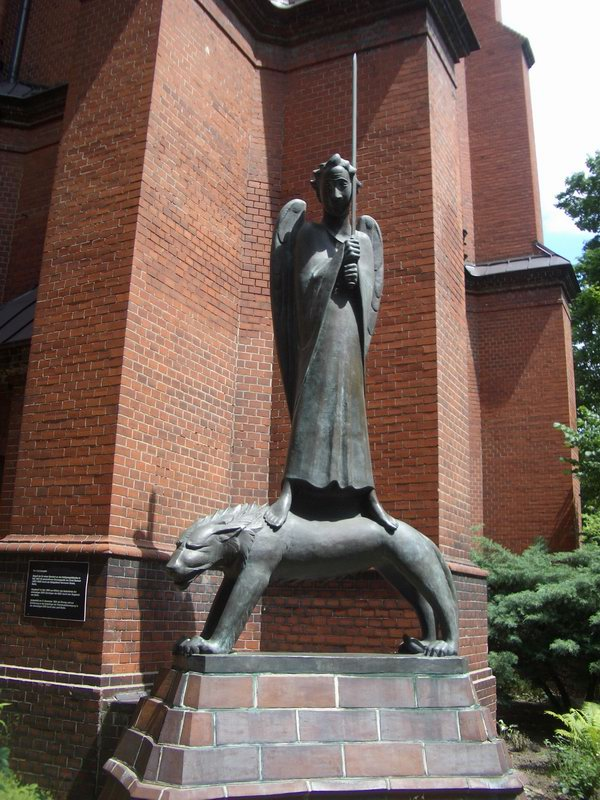
Geistkämpfer von Ernst Barlach

Im südlichen Querschiff steht die 1923 von Wilhelm Groß geschaffene expressionistische Holzplastik Betender Christus (laut Kirchenhomepage auch als Christus in Gethsemane kniend bezeichnet). Sie erinnert an die Begebenheit, die der Kirche den Namen gab: Stunden vor seiner Gefangennahme, im Garten Gethsemane in Jerusalem, betete Jesus zu Gott und flehte, vom vorbestimmten Schicksal verschont zu werden: „Mein Vater, ist’s möglich, so gehe dieser Kelch an mit vorüber; doch nicht wie ich will, sondern wie du willst“ (Matthäus 26,36–46 ). Den Moment der Schwäche des Menschen Jesus, der um sein Leben bittet, bringt die Plastik berührend zum Ausdruck. Sie ist ein Mahnmal für die Gefallenen des Ersten Weltkriegs und unterscheidet sich deutlich von den damals häufigeren, den Heldentod verherrlichenden Arbeiten der Zwischenkriegszeit.
Vor dem Westportal steht seit 1993 der Segnende Christus aus der ehemaligen Versöhnungskirche, die mitten im Mauerstreifen an der Bernauer Straße stand und im Januar 1985 von den DDR-Grenztruppen gesprengt wurde. Bis 1965 stand an dieser Stelle eine Kopie der Statue Segnender Christus des dänischen Bildhauers Bertel Thorvaldsen, die entfernt werden musste, da sie durch Witterungseinflüsse stark beschädigt war.
Vor der Südwand der Kirche steht die 4,60 m hohe Bronzeplastik Der Geistkämpfer, ein Abguss des 1928 vom expressionistischen Bildhauer Ernst Barlach geschaffenen Werks, das im Auftrag der Stadt Kiel für die dortige (und im Krieg zerstörte) Heilig-Geist-Kirche entworfen wurde. Das vom Ost-Berliner Magistrat 1990 angekaufte Exemplar war als Mahnmal gegen die faschistische Bücherverbrennung auf dem Bebelplatz in Berlin-Mitte vorgesehen, für diesen Standort aber zu klein. Seit dem 8. November 1994 steht es an der Gethsemanekirche, zu Ehren der Demokratiebewegung in der DDR.

### Leuchter und Altar
Der Kunstschmied Fritz Kühn fertigte 1965 einen Stahl-Messing-Leuchter und ein Stehkreuz für den Altartisch aus Stahlplatten. Achim Kühn, der Sohn von Fritz Kühn und ebenfalls Kunstschmied in Berlin, schuf 2004 einen Osterleuchter für die Gemeinde.

### Relief
Im Garten – zur Stargarder Straße hin – befindet sich außerdem das Relief Widerstand von Karl Biedermann. Es wurde in den 1980er Jahren zu Ehren des Widerstands gegen den Faschismus geschaffen und sollte auf der Brücke der Schönhauser Allee über die Ringbahn stehen, wurde jedoch abgelehnt, weil es keine Symbole des Kampfes gegen den Faschismus enthielt. Seit dem 3. Oktober 1990 steht es an der Gethsemanekirche und erinnert an die Ereignisse des Herbstes 1989.

## Herbst 1989

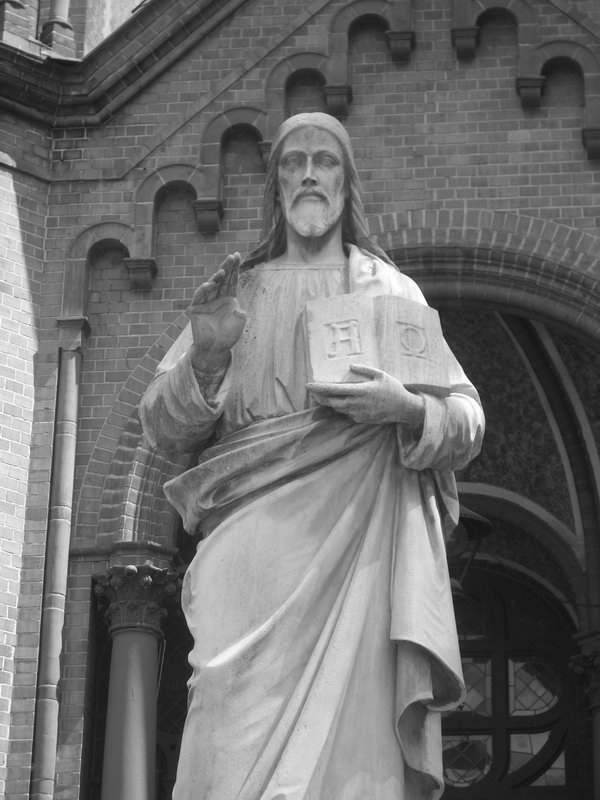
Segnender Christus aus der gesprengten Versöhnungskirche

Während der 1980er Jahre war die Gethsemanegemeinde, ebenso wie andere Berliner Gemeinden, ein Sammelpunkt für Oppositionelle und die DDR-Friedensbewegung. Unter verschiedenen bürgerrechtlichen Gruppierungen unter dem Dach der Gethsemanegemeinde befand sich seit 1983/1984 eine der wenigen explizit lesbischen Gruppierungen in der DDR, der Arbeitskreis Homosexuelle Selbsthilfe – Lesben in der Kirche.
Die Gemeinde veranstaltete Fürbittgottesdienste, Friedensgebete und öffentliche Diskussionen zum Kirchentag 1987, nach den Verhaftungen auf der Liebknecht-Luxemburg-Demonstration am 17. Januar 1988, auf der Transparente mit dem Luxemburg-Zitat Freiheit ist immer die Freiheit des Andersdenkenden gezeigt wurden, nach den gefälschten Kommunalwahlen am 7. Mai 1989 und nach dem Massaker an der chinesischen Demokratiebewegung am 4. Juni 1989. Vor allem Pfarrer Werner Widrat unterstützte in dieser Zeit die oppositionellen Basisgruppen, die seit Anfang 1989 in der Gemeinde ein Kontakttelefon für Informations- und Vernetzungsarbeit betreiben konnten, an dem u. a. Ulrike Poppe und Marianne Birthler mitarbeiteten.
Ab 2. Oktober 1989 war die Kirche Tag und Nacht geöffnet, die Mahnwachen (das Motto Wachet und betet war wiederum der Gethsemane-Geschichte des Matthäusevangeliums entnommen) und Diskussionsveranstaltungen wurden von Tausenden besucht, ein Meer brennender Kerzen bedeckte den Vorplatz und wurde zum Symbol für den gewaltfreien Protest. Am 7. Oktober, dem Nationalfeiertag und 40. Jahrestag der Staatsgründung der DDR, gingen Einheiten der Volkspolizei und der Staatssicherheit in der Schönhauser Allee mit Gewalt gegen Demonstranten vor, von denen sich viele in die Gethsemanekirche flüchten konnten. Trotzdem wurden über 1000 Menschen verhaftet und teilweise mehrere Wochen gefangengehalten. In den folgenden Tagen sammelte die Kontakttelefongruppe im Gemeinderaum Gedächtnisprotokolle von Zeugen der Gewaltübergriffe und freigelassenen Inhaftierten.
Am 9. Oktober forderte Bischof Gottfried Forck in der Gethsemanekirche die DDR-Führung auf, „deutlich und glaubhaft Schritte einzuleiten, damit […] eine demokratische und rechtsstaatliche Perspektive für die DDR gefunden wird“.
Am 5. November spielte die Staatskapelle Berlin in der Gethsemanekirche Beethovens 3. Symphonie (Eroica), ein Konzert, bei dem der damalige Generalmusikdirektor der Komischen Oper, Rolf Reuter, unter großem Beifall forderte: „Die Mauer muss weg!“ Danach formierte sich ein spontaner Demonstrationszug durch die Schönhauser Allee.
Nach dem Rücktritt der alten DDR-Führung war die Kirche ein Treffpunkt und Diskussionsforum der Bürgerbewegung. Zur Eröffnung der ersten und einzigen frei gewählten Volkskammer im März 1990 kam diese hier zu einem Gottesdienst zusammen.

## Die Gethsemanekirche seit 1990

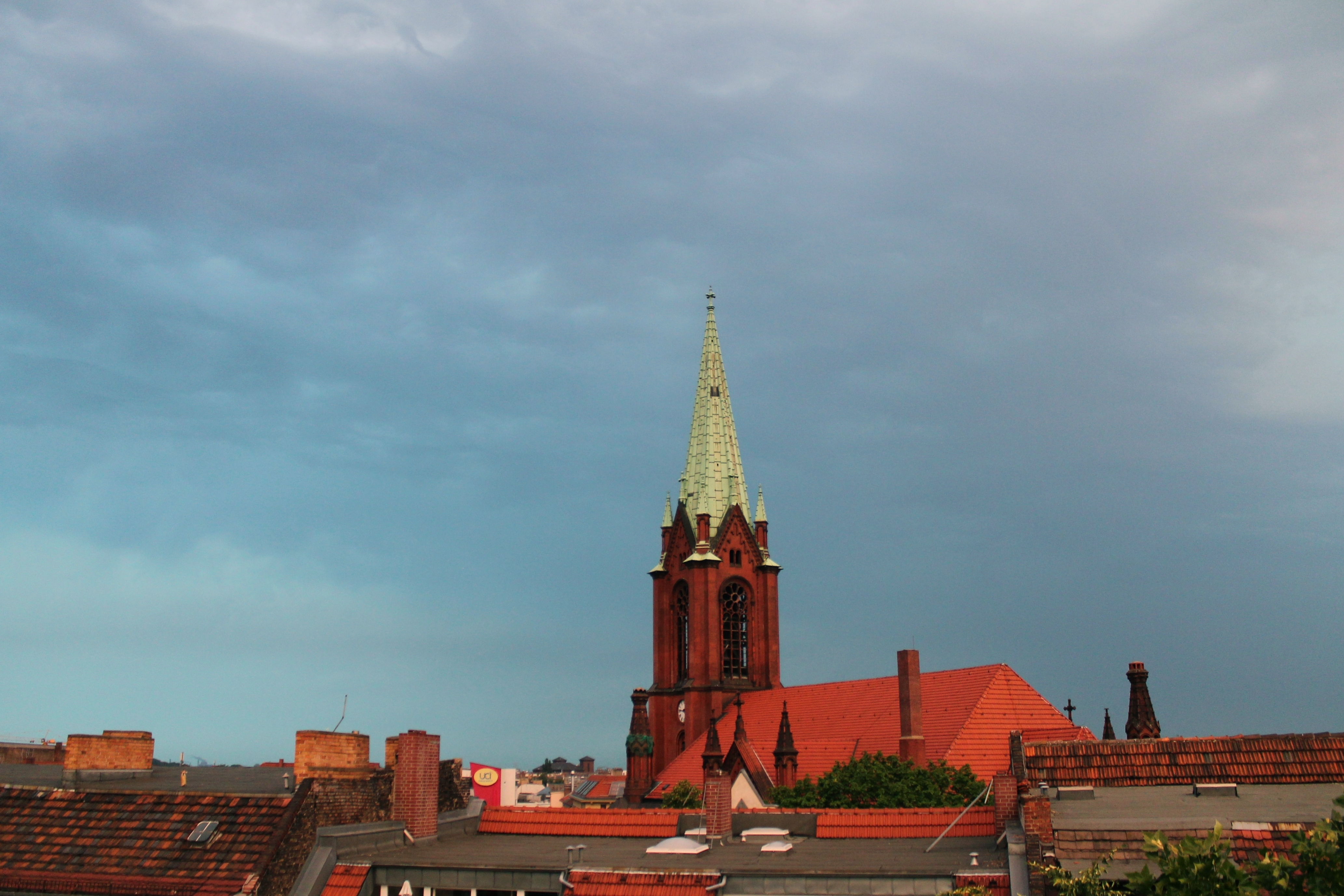
Gethsemanekirche aus östlicher Richtung über die Dächer des Helmholtzkiezes hinweg gesehen

Das politisch-friedensbewegte Engagement der Gemeinde blieb auch nach der Wiedervereinigung erhalten, seit dem Zweiten Golfkrieg 1991 finden wieder regelmäßige Friedensgebete statt. Aufmerksamkeit, die wenigstens annähernd mit den Ereignissen von 1989 vergleichbar war, konnte die Kirche noch einmal mit einem kirchenpolitischen Ereignis erlangen: Während des Ökumenischen Kirchentags 2003 fanden hier zwei ökumenische Gottesdienste mit gemeinsamer Abendmahlsfeier evangelischer und katholischer Christen statt, die erstmals im Vorfeld öffentlich angekündigt worden war. Papst Johannes Paul II. hatte die gemeinsame Eucharistiefeier zuvor ausdrücklich verboten. Die Beteiligung an den Feiern war dennoch riesig, sodass sich der Besucherstrom bis auf die Stargarder Straße staute. In einem Gottesdienst nach katholischem Ritus lud der katholische Priester Gotthold Hasenhüttl, der den Gottesdienst leitete, alle zur Teilnahme an der Kommunion ein. Er wurde vom zuständigen Bischof Reinhard Marx wegen seines Verstoßes gegen die Kirchendisziplin anschließend suspendiert. Nach einem Gottesdienst nach evangelischem Ritus, in dem der katholische Pfarrer von Großhabersdorf aus der Diözese Eichstätt (Bayern) Bernhard Kroll die Predigt hielt und am Abendmahl teilnahm, zwang der zuständige Bischof Walter Mixa diesen zur Amtsaufgabe. Erhebliche Proteste aus der Gemeinde und weit darüber hinaus waren vergeblich.
In der Kirche finden regelmäßig Konzerte statt. Neben den eigenen kirchenmusikalischen Ensembles tritt beispielsweise auch die Lautten Compagney Berlin regelmäßig hier auf. Andere Konzerte berühren auch den Bereich der Rockmusik.